# Huancayo (distrito)
Huancayo é um distrito da província de Huancayo, localizado do Departamento de Junín, Peru.

## Transporte
O distrito de Huancayo é servido pela seguinte rodovia:
- PE-3S, que liga o distrito de La Oroya à Ponte Desaguadero (Fronteira Bolívia-Peru) - e a rodovia boliviana Ruta 1 - no distrito de Desaguadero (Região de Puno)
- PE-3SC, que liga a cidade ao distrito de Ñahuimpuquio (Região de Huancavelica)
- JU-108, que liga o distrito de Comas à cidade
- JU-109, que liga o distrito à fronteira com a região de Huancavelica (região)[2][3][4]